# Oake
Pour l’article homonyme, voir Oake.
Oake est une paroisse civile et un village du Somerset, en Angleterre.